# 菊地陽子
菊地 陽子（きくち ようこ、1967年10月28日 - 1999年12月23日）は、日本の元アイドル歌手、女優。本名同じ。血液型はA型。身長159cm。B75cm、W58cm、H82cm（1984年1月）。
東京都港区で出生するが、その後まもなくして青森県八戸市へ転居。堀越高等学校卒業。竹内事務所に所属していた。

## 人物
1982年、ミス・セブンティーンコンテストでTBS賞を受賞。入賞をきっかけにニューバンブー音楽事務所の所属となり、1983年、当時のCBS・ソニーからアイドル歌手としてデビュー。NHKのドラマでヒロインに起用されるなどしたが、1986年のニューバンブー音楽事務所倒産により、ベテランの俳優中心の芸能事務所である竹内事務所に移籍。以後はドラマを中心に女優として活動。1993年10月頃、関美彦とポップスユニット、BUTTER FIELDを結成、ミニ・アルバム『EARLY AUTUMN』を1995年にリリース、その後解散。
高校の同級生に岡田有希子、本田美奈子、南野陽子、長山洋子、高部知子、倉沢淳美、宮崎ますみ（宮崎萬純）、田中久美、岡村有希子（渡辺かえ）、松本友里、柴田くに子（森丘祥子）、長沢由利香、河上幸恵、松尾久美子、森奈みはる、永瀬正敏、片岡孝太郎などがいた。特に桑田靖子とは仲が良かったという。
特技は、新体操、スケート、電子オルガン、タップダンス。
1999年12月23日、白血病により死去。32歳没。

## ディスコグラフィー

### シングル
| #           | 発売日         | A/B面       | 収録曲            | 作詞        | 作曲        | 編曲        | 規格品番    |             |
| CBS・ソニー | CBS・ソニー    | CBS・ソニー | CBS・ソニー       | CBS・ソニー | CBS・ソニー | CBS・ソニー | CBS・ソニー | CBS・ソニー |
| ----------- | -------------- | ----------- | ----------------- | ----------- | ----------- | ----------- | ----------- | ----------- |
| 1st         | 1983年 5月21日 | A面         | 風色タッチ        | 森雪之丞    | 森雪之丞    | 鷺巣詩郎    | 07SH1295    |             |
| 1st         | 1983年 5月21日 | B面         | 第3キープ         | 竹市いち子  | 丹羽応樹    | 清水信之    | 07SH1295    |             |
| 2nd         | 1983年 8月25日 | A面         | ねがわくば...Kiス | 尾関昌也    | 尾関裕司    | 馬飼野康二  | 07SH1388    |             |
| 2nd         | 1983年 8月25日 | B面         | 胸さわぎ          | 森雪之丞    | 網倉和也    | 清水信之    | 07SH1388    |             |

### ミニ・アルバム

#### BUTTER FIELD名義
1. 『EARLY AUTUMN』（1995年10月25日発売）[6][7]

※POR SUPUESTOレーベルからリリース

## 出演

### テレビドラマ
- だから青春 泣き虫甲子園（NHK、1983年） - ヒロイン ・園田夏子 役
- 太陽にほえろ! 第601話「アイドル」（NTV・東宝、1984年5月11日） - 可愛エミ 役
- 青い瞳の聖ライフ（CX・大映テレビ、1984年） - 亜紀 役
- 土曜ワイド劇場 （ANB）
  - 『家政婦は見た!3』（1985年6月29日） - 仙波弓子 役
  - 『悪女志願』（1986年6月7日）
  - 『夜の街殺人物語』（1993年）
- スケバン刑事（CX、1985年）
- 金曜ドラマ / 深夜にようこそ 第4回 （TBS、1986年） - 女子学生 役
- 私鉄沿線97分署 第65話「アイツとオレの受験トラブル!!」（ANB・国際放映、1986年2月23日）
- 銀河テレビ小説『下町三人娘』（NHK、1986年）
- セーラー服反逆同盟 第4話「死神が呼んでいる!」（NTV、1986年）
- 月曜ドラマランド/ねらわれた学園（CX、1987年）
- 水戸黄門 第18部 第9話「悪計暴いた白頭巾 -諏訪-」（TBS / C.A.L、1988年11月7日） - おゆき 役
- 大岡越前 第11部 第21話「奉行の母は大べら棒」（TBS / C.A.L、1990年9月10日） - おきん 役
- 八百八町夢日記 第1シリーズ 第15話「若同心よ胸で泣け」（NTV、1990年） - おぶん 役
- あばれ八州御用旅 第1シリーズ 第2話「非情・黒田槍」（TX、1990年） - 相川縫 役
- 神谷玄次郎捕物控（NTV、1990年）
- 銭形平次（CX・東映）
  - 第1シリーズ 第7話「呪いのわら人形」（1991年） - お民 役
  - 第7シリーズ 第3話「仮面の女」（1998年） - おしの 役
- 華の誓い（THK、1991年）
- 噺家カミサン繁盛記 第28話（CX、1991年） - ユキ（ホステス） 役
- 火曜サスペンス劇場『白馬岳殺意の峰』（NTV、1991年） - 高須結子 役
- さすらい刑事旅情編Ⅳ 第9話（ANB・東映、1991年）
- 暴れん坊将軍IV 第60話「大奥の殺人者!」（ANB、1992年） - 由美 役
- パパと呼ばせて!（TX、1992年）
- その時がきた（THK、1997年） - 辻いずみ 役

### 映画
- クララ白書・少女隊PHOON（1985年2月9日） - 三巻順子 役
- 花のあすか組!（1988年8月13日） - ミコ 役

### バラエティ番組
- 正義の味方株式会社（CX） - レギュラー出演
- クイズ!年の差なんて（CX） - アシスタント

### ラジオ
- るんるんナイト 松宮一彦ワオ!（1983年、TBSラジオ） - 水曜パートナー

### CM
- 森永チャミイ　デビュー・シングルB面「第3キープ」との楽曲タイアップ
- ヤンマー農機（現：ヤンマー） - 田植機「すこやか」シリーズ、コンバイン「カルテット」シリーズ
- 日本ハム 「ウイニー」
- 鳩サクラ学生服（オゴー産業）